# Agrias dubiosa
Agrias dubiosa är en fjärilsart som beskrevs av Anton Heinrich Fassl 1921. Agrias dubiosa ingår i släktet Agrias och familjen praktfjärilar. Inga underarter finns listade i Catalogue of Life.